# Stadio Olimpico (Berlino)
Lo stadio Olimpico (in tedesco: Olympiastadion) è un impianto sportivo multifunzione di Berlino, capitale della Germania.
Situato nel distretto occidentale di Charlottenburg-Wilmersdorf, fu inaugurato da Adolf Hitler in occasione della cerimonia d'apertura dei Giochi olimpici del 1936. Durante le Olimpiadi il record di presenze è stato di oltre 100 000 persone; nel dopoguerra divenne parte dell'Olympiapark Berlin. Dopo i lavori di ristrutturazione del 2004 ha una capacità permanente di 74 475 posti, che ne fanno il più capiente stadio di Germania per le partite di calcio. Dal 1963 è sede delle partite casalinghe dell'Hertha Berlino. 
Stadio di categoria quattro per la UEFA, è uno dei luoghi più prestigiosi al mondo per eventi sportivi e di intrattenimento, oltre a essere impiegato per l'atletica. Ha ospitato tre partite del campionato del mondo 1974, sei del campionato del mondo 2006 (in vista del quale fu rinnovato), inclusa la finale, alcuni incontri del campionato mondiale di calcio femminile del 2011, la finale della UEFA Champions League 2014-2015 e sei partite del campionato d'Europa 2024, compresa la finale. Presso la struttura ogni anno si tiene la finale della Coppa di Germania.

## Storia

### 1916-1934: Deutsches Stadion

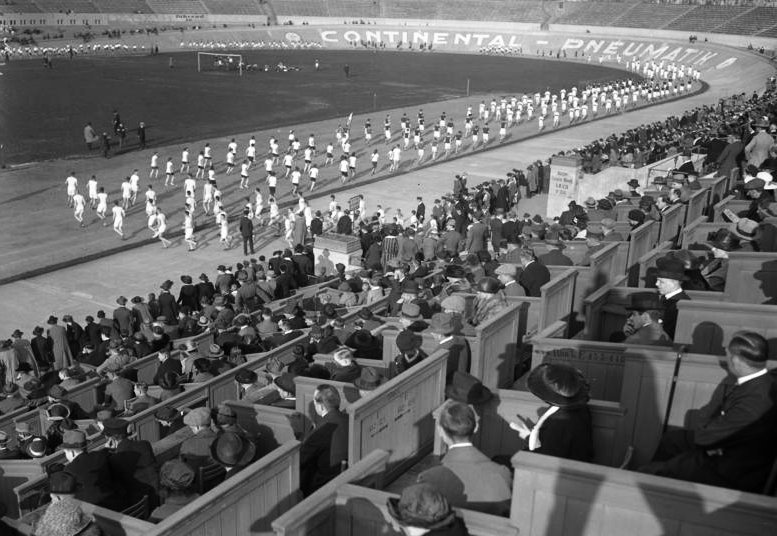
Il Deutsches Stadion (1923)

Durante le Olimpiadi estive del 1912, la città di Berlino fu designata dal Comitato Olimpico Internazionale (CIO) per ospitare le Olimpiadi estive del 1916. Lo stadio proposto dalla Germania per questo evento doveva essere situato a Charlottenburg, nella foresta di Grunewald, a ovest di Berlino, quindi lo stadio era anche conosciuto come Grunewaldstadion. Lì esisteva già un ippodromo che apparteneva al Berliner Rennverein. Per questo desiderio assunsero l'architetto Otto March. Tuttavia, i Giochi Olimpici del 1916 furono cancellati a causa della prima guerra mondiale. All'epoca, la capacità di 40.000 posti lo rendeva il più grande stadio sportivo del mondo, concepito per essere lo stadio principale delle olimpiadi.
Negli anni '20 lo stadio divenne sede del "Collegio di educazione fisica", dedicato all'insegnamento dei professori di educazione fisica e allo studio delle scienze dello sport sono stati costruiti a nord-est del sito dello stadio. Dal 1926 al 1929, i figli di Otto March (Werner e Walter) furono incaricati di costruire un annesso per queste istituzioni, anche se la finalizzazione fu ritardata fino al 1936.

### 1936-1945: Olympiastadion

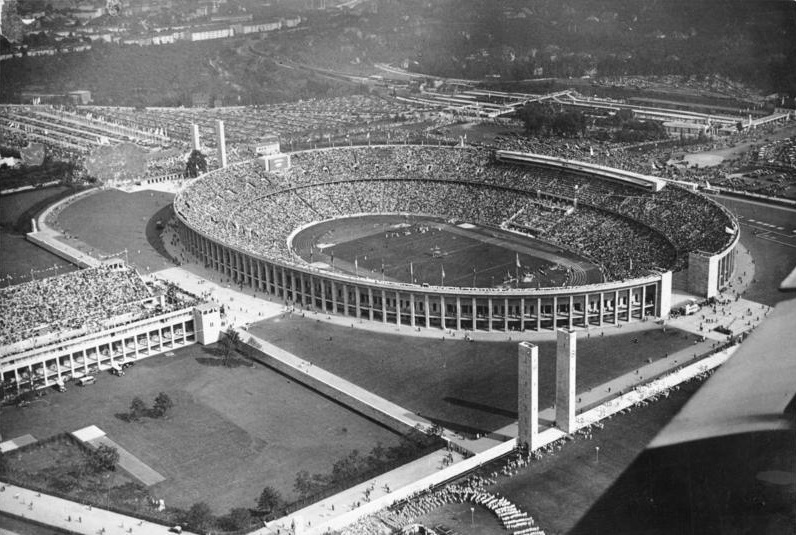
Lo Stadio Olimpico (1936)

Nel 1931, il Comitato Olimpico Internazionale scelse Berlino per ospitare i Giochi della XI Olimpiade. In origine, il governo tedesco decise semplicemente di restaurare il precedente Olympiastadion del 1916, con l'architetto Werner March. 
Quando i nazisti salirono al potere in Germania (1933), decisero di utilizzare i Giochi Olimpici del 1936 per scopi di propaganda. Con questi piani in mente, Adolf Hitler ordinò la costruzione di un grande complesso sportivo a Grunewald chiamato Reichssportfeld con un Olympiastadion completamente nuovo. L'architetto Werner March rimase a capo del progetto, assistito dal fratello Walter. 
La costruzione ebbe luogo dal 1934 al 1936. Werner March costruì il nuovo Stadio Olimpico sulle fondamenta dell'originale Deutsches Stadion, con la metà inferiore della struttura incassata a 12 metri sotto il livello del suolo. La capienza dell'Olympiastadion ha raggiunto i 110.000 spettatori.

### 1945-1990: Germania dell'Ovest

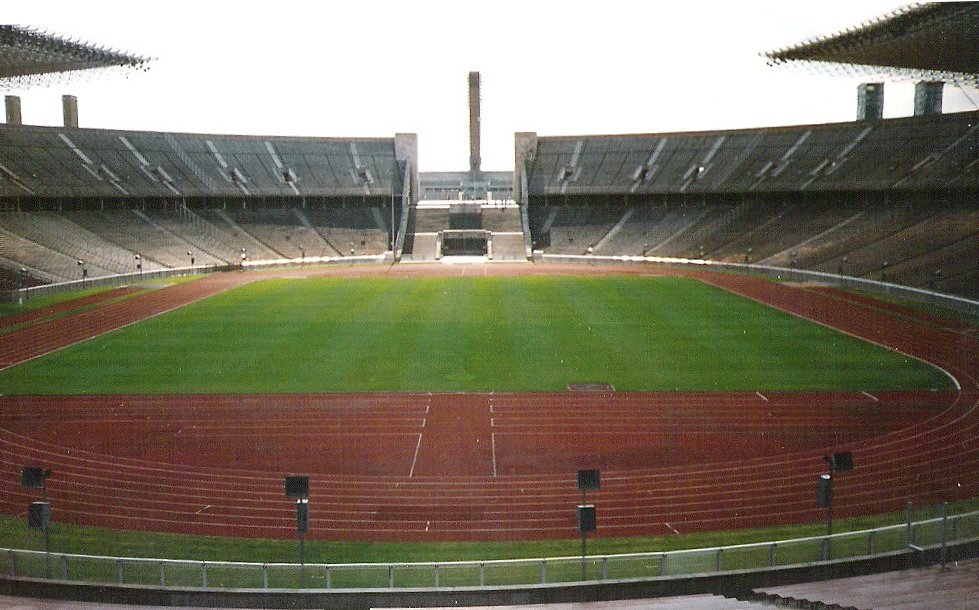
Lo stadio prima della ristrutturazione del 2004.

Dopo la guerra, l'ex Reichssportfeld divenne il quartier generale delle forze di occupazione militari britanniche. L'amministrazione si stabilì negli edifici nord-orientali progettati dai fratelli March negli anni '20. Ben presto, le forze britanniche ristrutturarono gli edifici danneggiati dalla guerra, ma adattarono anche gli interni alle loro esigenze specifiche (una palestra fu trasformata in una sala da pranzo, un'altra in un garage). Da allora fino alla loro partenza, le forze britanniche hanno tenuto una celebrazione annuale del compleanno ufficiale della regina alla presenza di migliaia di spettatori da Berlino. 
Dal 1951 al 2005, l'Olympischer Platz aveva un'antenna gigante che trasmetteva per tutte le radio portatili di Berlino. 
Durante gli anni '60, le squadre di football americane dell'esercito e delle scuole superiori hanno introdotto centinaia di migliaia di berlinesi al football americano allo stadio durante i giochi di esibizione. In quegli anni, le partite di calcio della Bundesliga si giocavano all'Olympiastadion, con l'Hertha Berliner Sport-Club come squadra locale. 
Nel Maifeld sono state organizzate anche diverse competizioni di calcio, rugby e polo. Durante l'estate, riprendeva i suoi concerti di musica classica e la proiezione di film. Il teatro è stato utilizzato anche come ring improvvisato per incontri di boxe.
Nel 1974 fu una delle sedi del campionato mondiale di calcio tedesco-occidentale.

### 1990-oggi: Ristrutturazione e presente

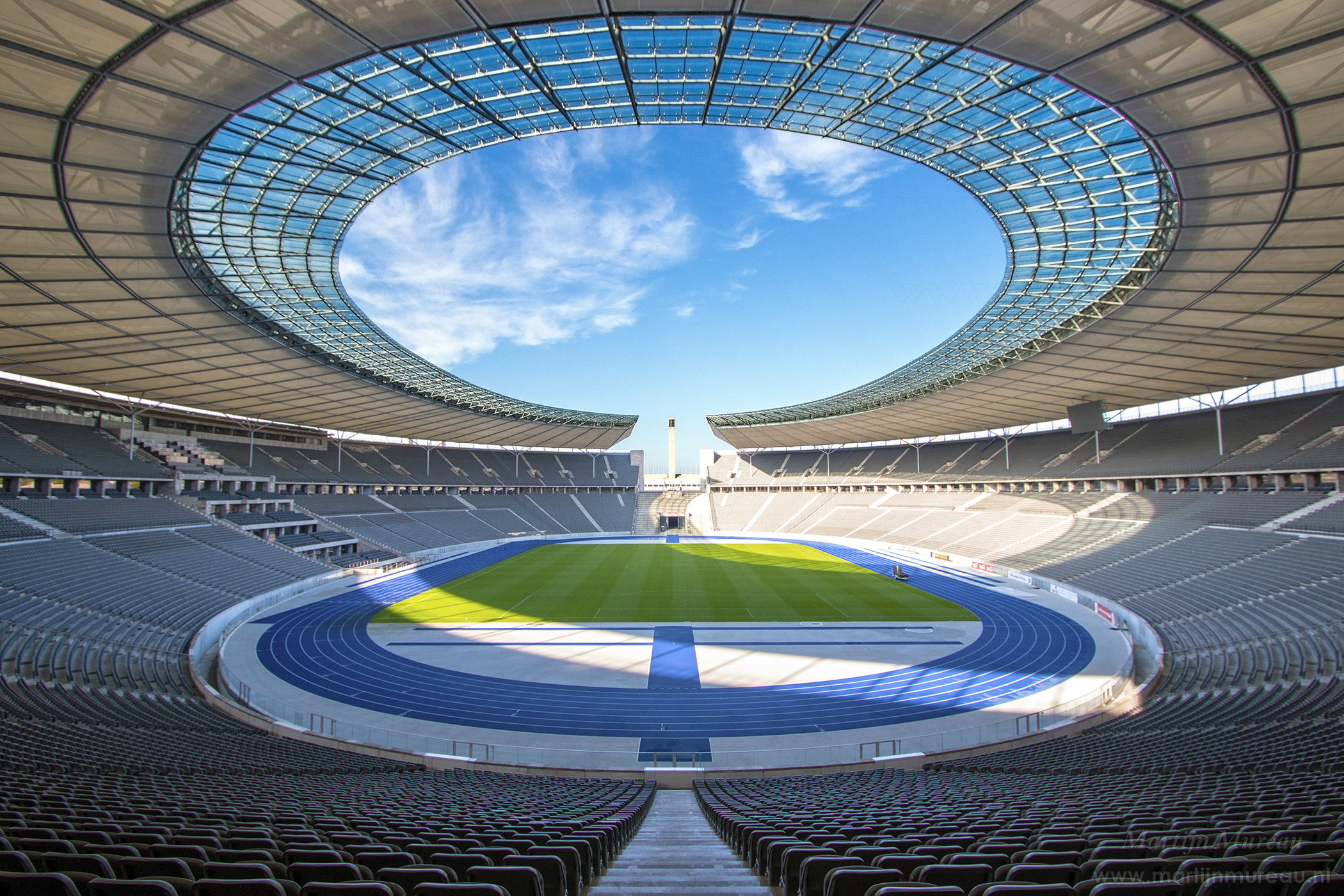
Lo stadio nel 2015

Nel 1998 i berlinesi hanno discusso il destino dell'Olympiastadion alla luce dell'eredità che rappresentava per la Germania. Alcuni volevano demolire lo stadio e costruirne uno nuovo da zero, mentre altri preferivano lasciarlo sgretolare lentamente "come il Colosseo a Roma". Si decise infine di rinnovare l'impianto, sicché la ristrutturazione fu avviata il 3 luglio 2000, con una cerimonia presieduta dal cancelliere tedesco Gerhard Schröder, accompagnato dal sindaco di Berlino Eberhard Diepgen e da Franz Beckenbauer. 
In seguito a ulteriori rinnovamenti, avvenne una nuova cerimonia di inaugurazione del nuovo stadio Olimpico, tenutasi dal 31 luglio al 1º agosto 2004. L'impianto ha ospitato sei incontri del campionato mondiale di calcio 2006, compresa la finale del 9 luglio 2006 tra Italia e Francia, vinta dagli azzurri per 5-3 ai tiri di rigore.
Dal 2003 al 2007 lo stadio ha ospitato i Berlin Thunder.
Nel 2011 lo stadio è stato sede del Festival mondiale della cultura, organizzato dall'Art of Living Foundation, alla presenza di 70 000 persone.
Nel 2018 ha ospitato i campionati europei di atletica leggera e nel 2024 sei partite del campionato d'Europa, tra cui la finale tra Spagna e Inghilterra, vinta dagli spagnoli per 2-1.
Nel 2025, nell'ambito del programma delle NFL International Series, ospiterà una gara della stagione regolare del campionato di football americano della National Football League (NFL).

## Incontri internazionali

### 1936: Giochi della XI Olimpiade
Ai Giochi della XI Olimpiade del 1936 fu il teatro delle leggendarie imprese dell'atleta statunitense Jesse Owens vincitore di quattro medaglie d'oro vinte nelle specialità del salto in lungo, dei 100 e 200 metri e la staffetta 4x100. 
Lo stadio ha anche ospitato le semifinali e le due finali del torneo calcistico vinto dall'Italia allenata da Vittorio Pozzo. Di seguito sono presenti le gare disputate durante il torneo:
Semifinali
| Arbitro: | von Hertzka |

|                      |           |             |
| Negro 15’ Frossi 96’ | Marcatori | 58’ Brustad |

| Arbitro: | Barton |

|         |           |                                        |
| Gad 73’ | Marcatori | 14’ K. Kainberger 55’ Laudon 88’ Mandl |

Finale 3º posto
| Arbitro: | Birlem |

|                     |           |                              |
| Brustad 15’ 21’ 84’ | Marcatori | 5’ Wodarz 24’ (rig.) Peterek |

Finale
| Arbitro: | Bauwens |

|                |           |                   |
| Frossi 70’ 92’ | Marcatori | 79’ K. Kainberger |

### 1974: Campionato mondiale di calcio 1974, Germania Ovest
Lo stadio è stato uno degli impianti che hanno ospitato il Campionato mondiale di calcio 1974 nella Germania Ovest. Di seguito sono presenti le gare disputate durante la rassegna iridata:

#### Fase a gironi
| Arbitro: | Babacan |

|              |           |  |
| Breitner 16’ | Marcatori |  |

| Arbitro: | Angonese |

|             |           |              |
| Ahumada 69’ | Marcatori | 55’ Hoffmann |

| Berlino Ovest 22 giugno 1974, ore 16:00 CET | Australia | 0 – 0 referto | Cile | Olympiastadion (17.400 spett.)\| Arbitro: \| Namdar \| |
| Arbitro:                                    | Namdar    |               |      |                                                        |

### 2006: Campionato mondiale di calcio FIFA
Lo stadio è stato uno degli impianti che hanno ospitato il campionato mondiale di calcio 2006.
| Arbitro: | Archundia |

|          |           |  |
| Kaká 44’ | Marcatori |  |

| Arbitro: | Ľuboš Micheľ |

|               |           |  |
| Ljungberg 89’ | Marcatori |  |

| Arbitro: | Valentin Ivanov |

|                           |           |  |
| Klose 4’ 44’ Podolski 57’ | Marcatori |  |

| Arbitro: | Amarilla |

|  |           |                     |
|  | Marcatori | 71’ (rig.) Ševčenko |

| Arbitro: | Ľuboš Micheľ |

|                                    |                      |                                |
| Klose 80’                          | Marcatori            | 49’ Ayala                      |
| Neuville Ballack Podolski Borowski | Tiri di rigore 4 – 2 | Cruz Ayala Rodríguez Cambiasso |

Finale
| Arbitro: | Horacio Elizondo |

|                                                          |                      |                                             |
| Marco Materazzi 19’                                      | Marcatori            | 7’ (rig.) Zinédine Zidane                   |
| A. Pirlo M. Materazzi D. De Rossi A. Del Piero F. Grosso | Tiri di rigore 5 – 3 | S. Wiltord D. Trezeguet É. Abidal W. Sagnol |

### 2015: Finale UEFA Champions League
| Arbitro: | Çakır |

|            |           |                                    |
| Morata 55’ | Marcatori | 4’ Rakitić 68’ Suárez 90+7’ Neymar |

### Special Olympics World Summer Games 2023
Il 17 giugno 2023 si è tenuta allo Stadio Olimpico la cerimonia di apertura dei Special Olympics World Summer Games 2023.

## Galleria d'immagini

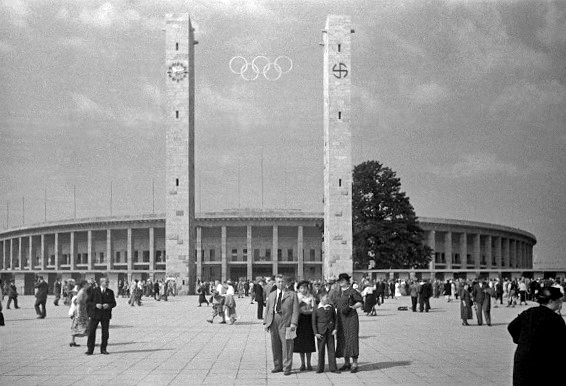
Immagine del 1936, anno delle Olimpiadi berlinesi.
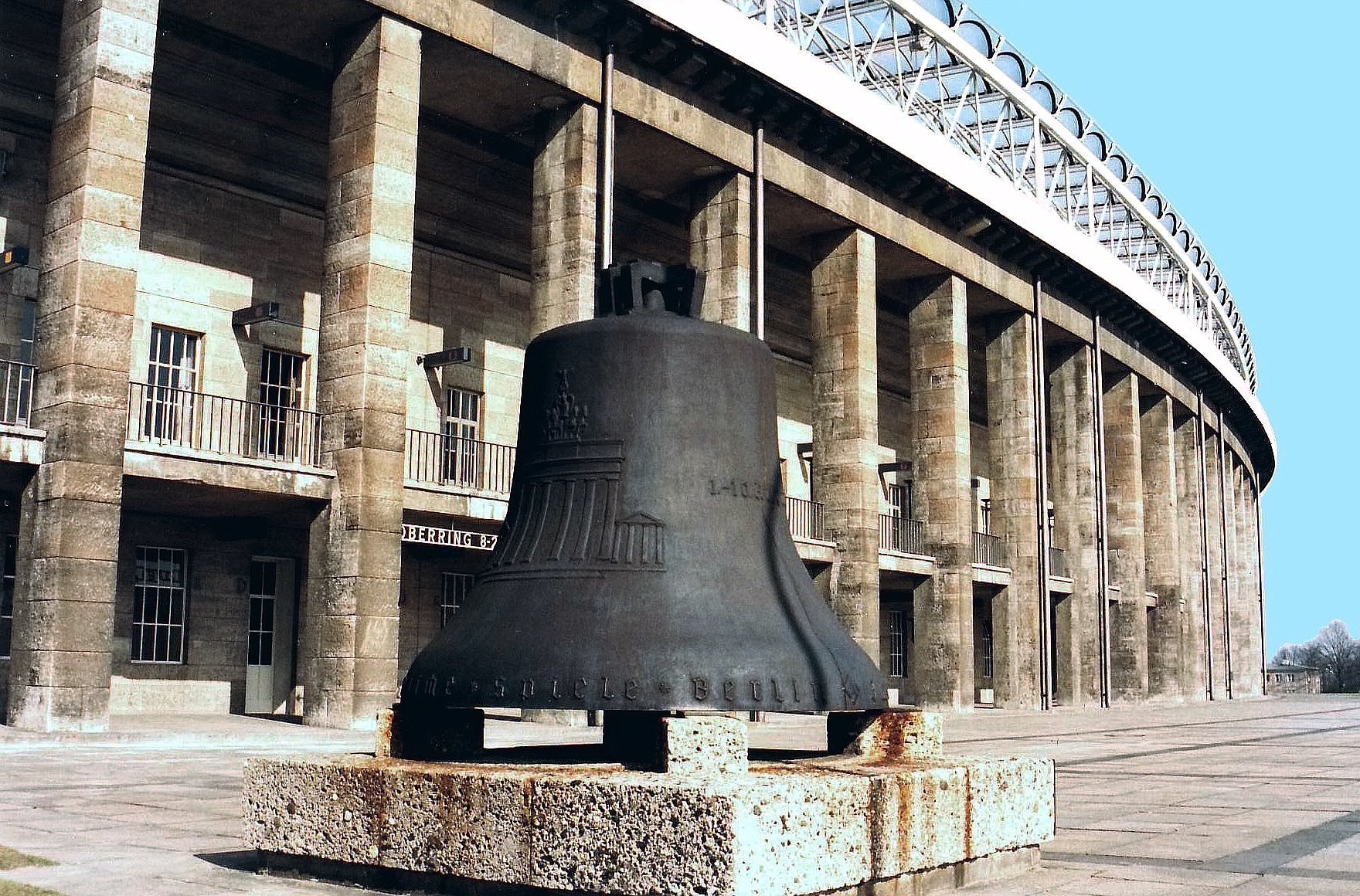
Immagine prima della ristrutturazione.
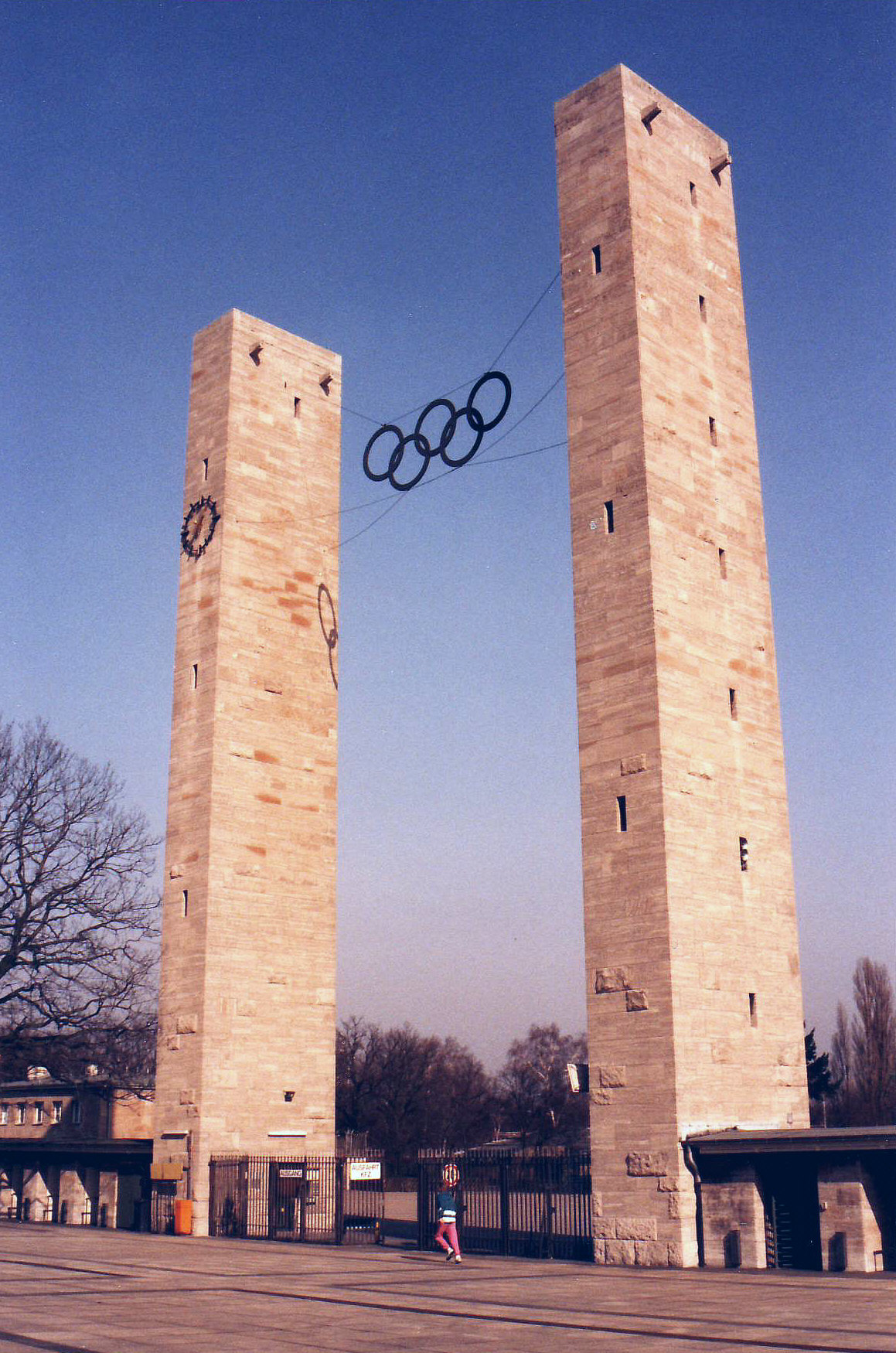
Le torri d'ingresso prima della ristrutturazione.
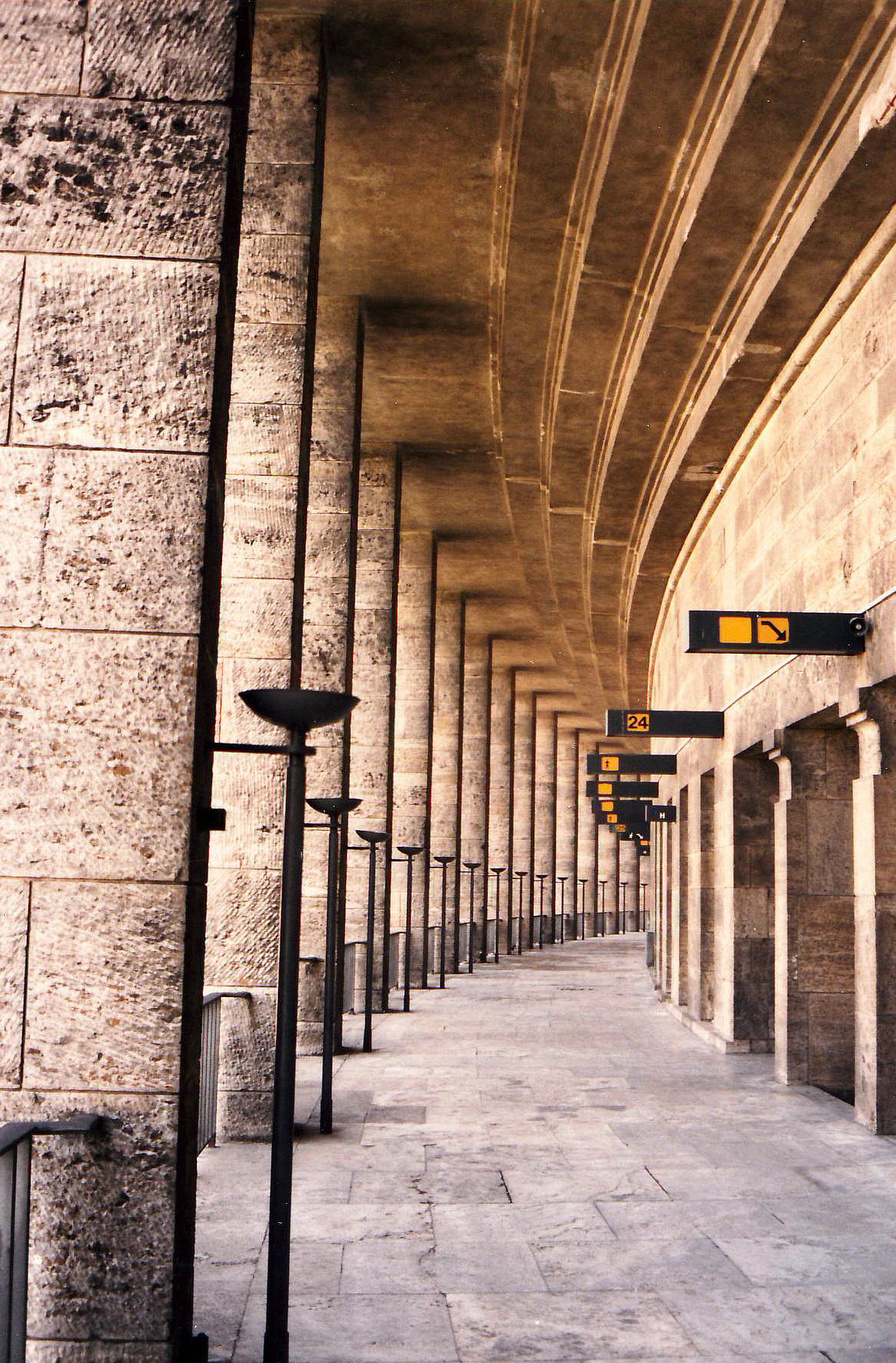
La galleria di distribuzione prima della ristrutturazione.
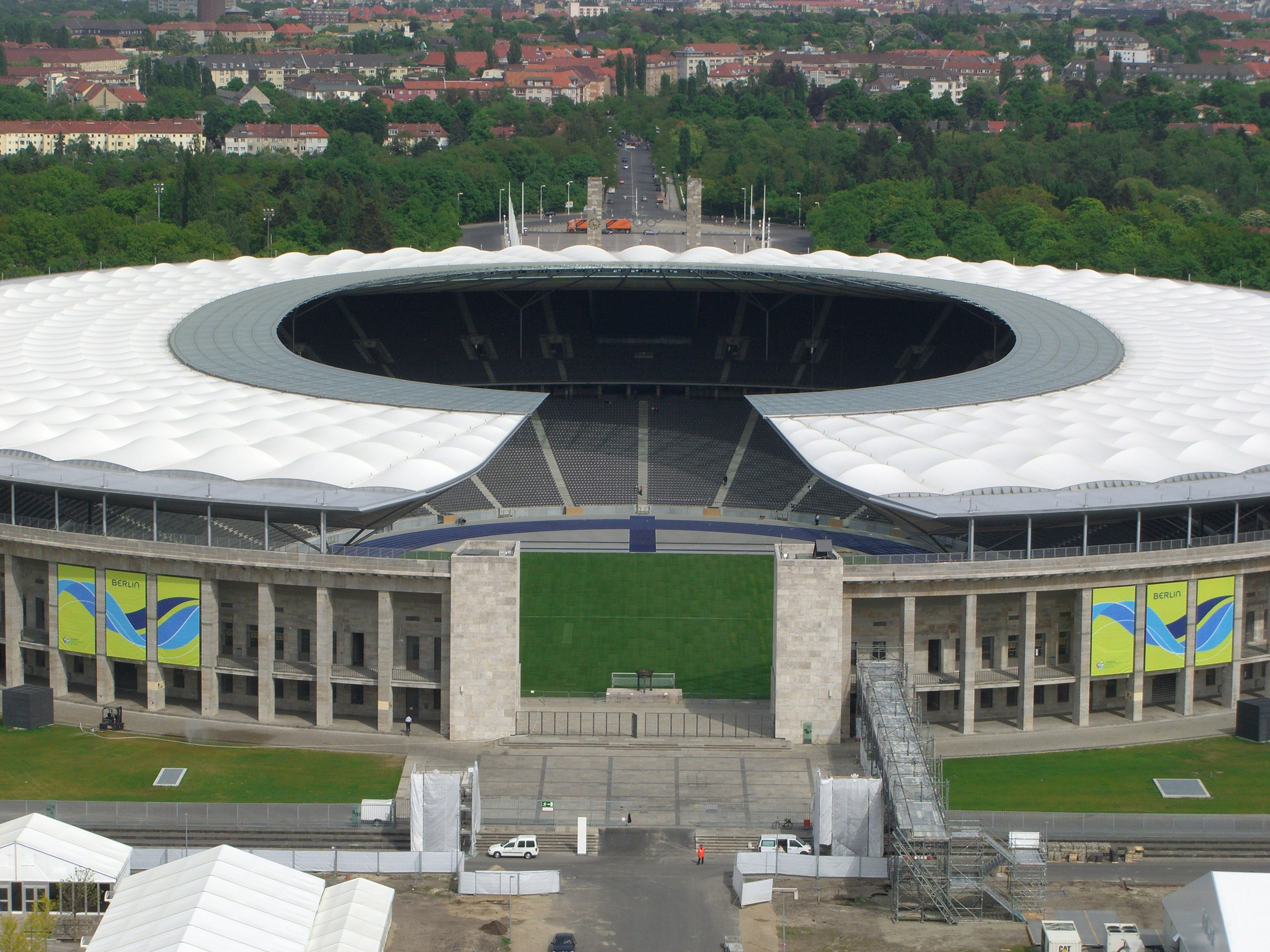
Prospettiva dalla Olympischer Platz.
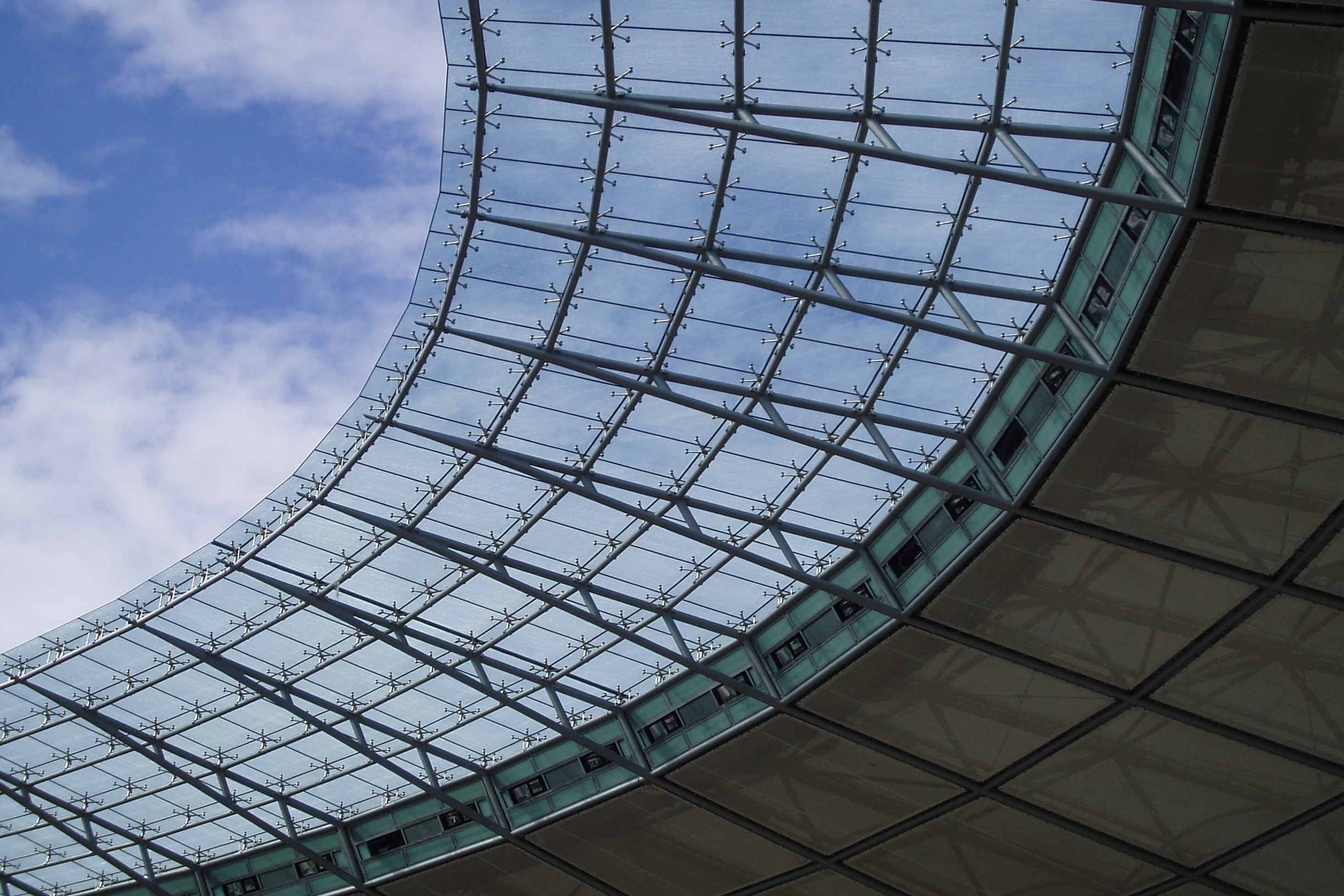
Particolare della copertura.
Stampa filatelica commemorativa del 2006.